# Ljubomir Obradović
Ljubomir Obradovic é um treinador de andebol sérvio. É o atual treinador da equipa sénior feminina ZRK Naisa (Sérvia). Orientou o Futebol Clube do Porto entre 2009-2015, a seleção nacional sénior masculina da Macedónia entre 2016-2017 e a seleção nacional sénior feminina da Sérvia entre 2017-2020.

## Títulos como Treinador
- Campeonato Nacional (CF Belenenses): 1

1993/94
- Taça de Montenegro (Lovcen Cetinje): 1

2008/09
- Campeonato Nacional (Futebol Clube do Porto): 6

2009/10; 2010/11; 2011/12; 2012/13; 2013/14; 2014/15
- Supertaça Nacional (Futebol Clube do Porto): 2

2009/10; 2014/16
- Campeão Europeu Sub-21 (Selecção Sérvia Sub-21)